# Чино (Калифорния)
Чино (на английски: Chino) е град в окръг Сан Бернардино в щата Калифорния, САЩ. Чино е с население от 67 168 жители (2000) и обща площ от 54,50 км² (21 мили²). Получава статут на град през 1910 г.

## Население
| Чино Население по година                                                                                      |
| 2000 67 168 1990 59 582 1980 40 165 1970 20 411 1960 10 305 1950 5784 1940 4204 1930 3118 1920 2132 1910 1444 |